# Mesoda thelura
Mesoda thelura är en plattmaskart som beskrevs av Ernst Marcus 1951. Mesoda thelura ingår i släktet Mesoda och familjen Monocelididae. Inga underarter finns listade i Catalogue of Life.